# Gymnopilus crociphyllus
Gymnopilus crociphyllus är en svampart som först beskrevs av Cooke & Massee, och fick sitt nu gällande namn av David Norman Pegler 1965. Gymnopilus crociphyllus ingår i släktet Gymnopilus och familjen Strophariaceae.   Inga underarter finns listade i Catalogue of Life.